# Многоисточная
Многоисточная — река в России, протекает по территории Красноселькупского района Ямало-Ненецкого автономного округа. Начинается в болоте Чистое. Устье реки находится в 229 км по левому берегу реки Большая Ширта на высоте 57 метров над уровнем моря. Длина реки составляет 29 км.

## Данные водного реестра
По данным государственного водного реестра России относится к Нижнеобскому бассейновому округу, водохозяйственный участок реки — Таз. Речной бассейн реки — Таз.
Код объекта в государственном водном реестре — 15050000112115300064638.